# María Cotiello
María Cotiello, née le 21 novembre 1982 à Mieres, est une actrice espagnole de cinéma, de séries télévisées et de théâtre.

## Filmographie
- 2006 Estudio 1 (série télévisée) : Elena
- 2007 Las 13 rosas : Elena
- 2006-2007 SMS, des rêves plein la tête (SMS, sin miedo a soñar) (série télévisée) : Eva (76 épisodes)
- 2008 Almas perdidas (court métrage) : la fille ainée
- 2007-2009 Amar en tiempos revueltos (série télévisée) : Matilde Roldán (183 épisodes)
- 2009 Cielo rojo al amanecer (court métrage) : Hermana jeune
- 2010 Un poema (court métrage) : Novia
- 2009-2010 Hay alguien ahí (série télévisée) : Irene Pardo (26 épisodes)
- 2010 Septiembre (court métrage) : Madre
- 2010-2011 The Protected (série télévisée) : Nuria (15 épisodes)
- 2012-2013 Bandolera (série télévisée) : Sofía Serrano (19 épisodes)
- 2014 Objetos perdidos (court métrage) : Laura
- 2015 The Ministry of Time (série télévisée) : Nuria
- 2014-2015 Bajo sospecha (série télévisée) : Begoña (8 épisodes)
- 2016-2017 Seis hermanas (série télévisée) : Soledad / Úrsula (25 épisodes)
- 2017 Foam Party! : Marta
- 2018-2019 14 de abril. La República (série télévisée) : Nieves (3 épisodes)